# كنوز تل العجول الذهبية
كنوز تل العجول الذهبية هي عبارة عن مجموعة من ثلاثة كنوز من المجوهرات الذهبية من العصر البرونزي التي عثر عليها في موقع تل العجول الكنعاني في غزة. ونقب عنها من قبل عالم الآثار البريطاني فلندرز بيتري في ثلاثينيات القرن العشرين، ومعظم المجموعة محفوظة الآن في المتحف البريطاني في لندن ومتحف روكفلر في القدس، ويُصنف الكنز ضمن أعظم اكتشافات العصر البرونزي في بلاد الشام.

## اكتشاف
خلال ثلاثينيات القرن العشرين، قاد عالم المصريات الشهير السير ويليام ماثيوز فليندرز بيتري بعثة أثرية بريطانية إلى تل العجول، على أمل أن يكتشفوا بقايا موقع استيطاني لإمبراطورية المملكة المصرية الجديدة؛ وفي عام 1933، عُثر على قطع مختلفة من المجوهرات الذهبية في التل، في المجمل، اكتشفت خمسة رواسب كبيرة في العديد من المباني على التل، بما في ذلك ما يسمى بالقصر، ولم ينتج أي موقع آخر في فلسطين هذا العدد الكبير من العناصر المصنوعة من المعادن الثمينة. حيث أشترى المتحف البريطاني حصة هيلدا بيتري، أرملة فليندرز بيتري، من الكنز في عام 1949.

## وصف

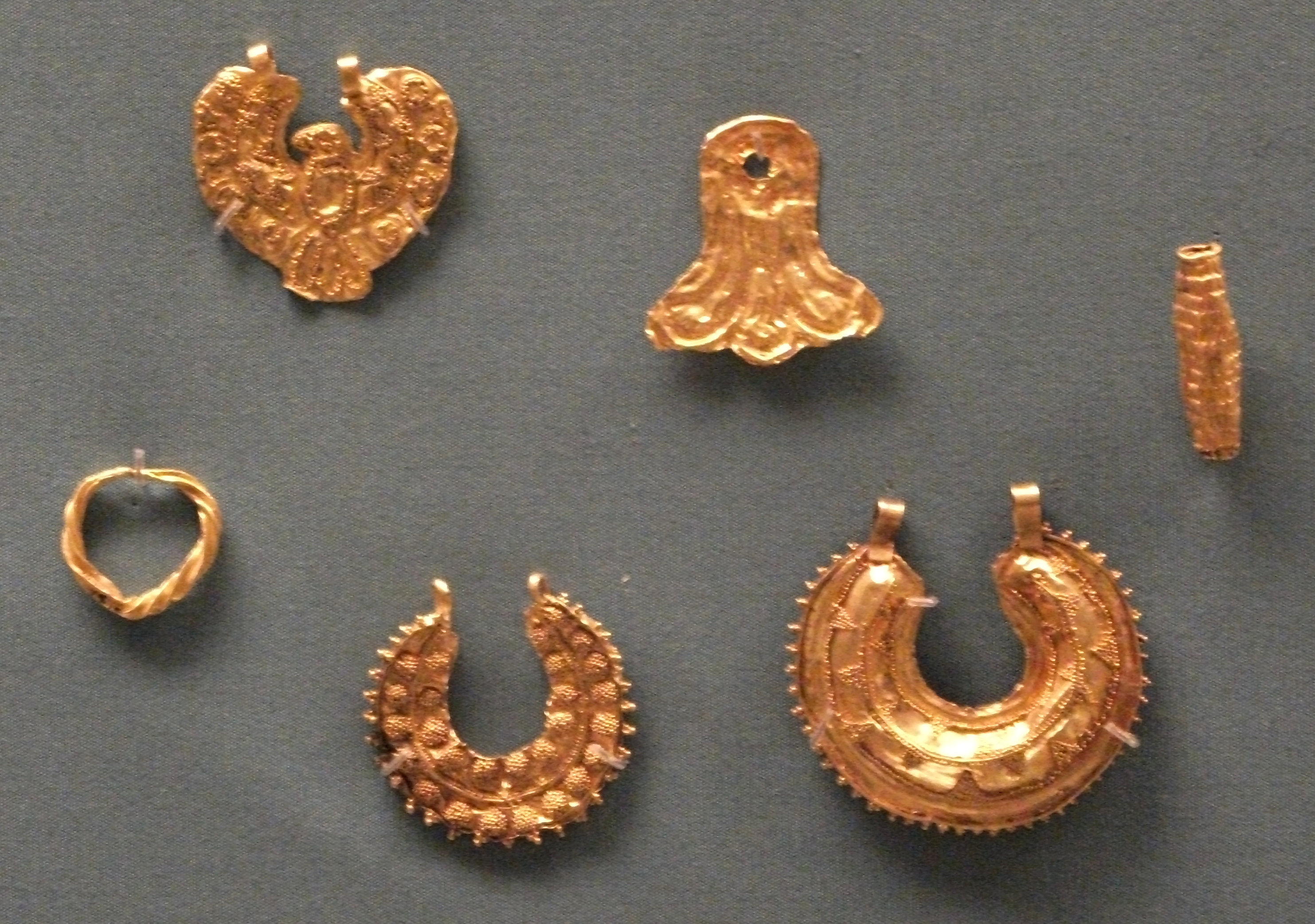
مجوهرات ذهبية من الكنز في المتحف البريطاني

صُنعت مجوهرات تل العجول بالكامل تقريبًا من الذهب (الصفائحي والصلب)، عن طريق الصب أو الطرق أو الضغط، ومن المؤكد أنها كانت مملوكة لنخبة ثرية استفادت من الموقع كمستوطنة تقع على طرق القوافل التجارية بين مصر والشرق الأوسط، حيث وجد فيها ستة وعشرين نوعًا مختلفًا من المجوهرات، وصنفت إلى مجموعات رئيسية هي الأقراط والحلقات والأساور والخرز والجعارين المصرية ودبابيس التبديل، وان معظمها عبارة عن زخارف بسيطة مصبوبة من الذهب الخالص، على الرغم من أن بعضها مزين بخرزات ذهبية دقيقة من خلال عملية التحبيب [الإنجليزية]، وعدد قليل من العناصر على شكل حيوانات مثل الصقور والذباب، لكن الأشياء الأكثر إثارة للإعجاب في الكنز هي المعلقات ذات الطراز المصري للإله عشتروت وديادم، والتيجان الذهبية مع زهور رباعية الفصوص.